# Johannes Alberti

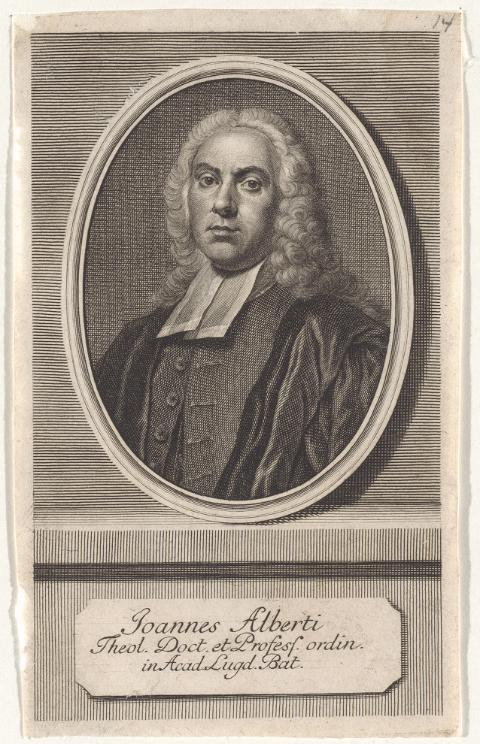
Leids hooglerarenportret van Alberti, Bijzondere Collecties, Universiteitsbibliotheek Leiden

Johannes Alberti (Assen, 6 maart 1698 - Leiden, 13 augustus 1762) was een Nederlandse theoloog met een grote voorliefde voor de literatuur. Hij trouwde op 30 juli 1721 met Katharina van Ravenstein, dochter van Paulus van Ravenstein en Catharina van de Kapelle. Als predikant en hoogleraar had hij voor zijn tijd zeer moderne opvattingen.

## Biografie
Johannes Alberti werd geboren in de enige korenmolen die Assen in 1698 bezat. Op de Latijnse school ontwikkelde hij zijn grote interesse voor wetenschap en literatuur. Op 17-jarige leeftijd liet hij zich inschrijven aan de Universiteit van Franeker, waar hij op kosten van de Friese edelman Burmania kon studeren. Tijdens zijn 6-jarige studie is hij diepgaand beïnvloed door de classicus Lambertus Bos en de theoloog Campegius Vitringa, die als Friese professoren een zeer grote naam hadden in Europa. In 1723 werd Alberti predikant in het Noord-Hollandse dorp Hoogwoud, daarna stond hij twee jaar in Krommenie en twaalf jaar in Haarlem. Op 5 oktober 1740 aanvaardde Alberti een hoogleraarschap in de theologie aan de Universiteit van Leiden. In 1749 bleek, dat Alberti aan tuberculose leed. Na een langdurig bezoek aan de badplaatsen Aken en Spa trad weliswaar herstel in, maar hij hield er een gedeeltelijke verlamming aan zijn handen aan over. Hoewel hij nauwelijks meer een bladzijde kon omslaan, belemmerde dat hem niet om, als een van de weinigen in zijn tijd, zich bezig te houden met de studie van de Noordse mythologie. In 1762 werd hij geteisterd door een aanval van roodvonk, waaraan hij binnen enkele weken overleed.

## Predikant
In Hoogwoud werkte Alberti aan zijn eerste theologische studie, die in 1725 in Leiden werd uitgegeven onder de titel Letterkundige Aanteekeningen op de gewijde schriften des Nieuwen Verbonds. Alberti vond, dat Bijbelpassages uitsluitend konden worden verklaard op basis van onbevooroordeeld onderzoek en de klassieke oudheid. In zijn studie onderzocht Alberti alle Bijbelpassages over het Nieuwe verbond en gaf hij een taalkundige verklaring van het Evangelie volgens Matteüs. Hij baseerde zich hierbij vooral op de Griekse schrijvers die kritisch stonden tegenover het Nieuwe Testament en op theologen, die de betreffende passages al eerder uit het Grieks hadden vertaald, onder wie zijn leermeester Lambertus Bos. Vanuit de theologische hoek kwam er weinig kritiek, omdat men het te druk had met de godsdiensttwisten, maar van literaire zijde werd hem veel lof toegezwaaid. In de Acta Eruditorum, een gezaghebbend kritisch tijdschrift uit Leipzig, werd hij door een anonieme geleerde echter van plagiaat beschuldigd. In zijn volgende studie Kritische Proeve uit 1727 verdedigde hij zich in zijn voorrede fel tegen deze aantijging. In dit werk geeft hij verklaringen voor passages uit Genesis, Job, Spreuken, Psalmen en van de Griekse lexicograaf Hesychius. Ook zijn roem als kanselredenaar breidde zich steeds meer uit. In zijn Haarlemmer tijd verscheen slechts één wetenschappelijk werk, het Glossarium op het Nieuwe Testament, dat tot in het midden van de negentiende eeuw in Engeland en Duitsland werd herdrukt.

## Hoogleraar

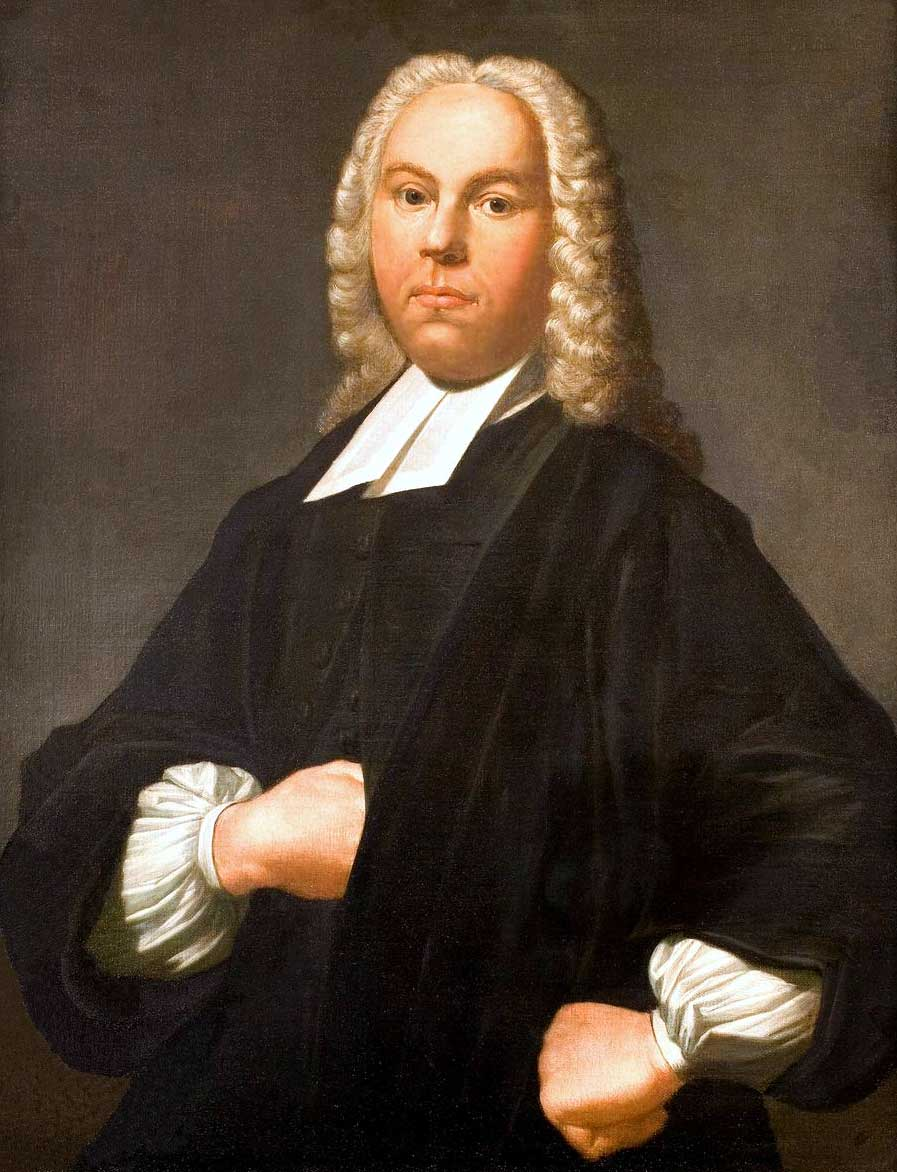
Johannes Alberti

Op 5 oktober 1740 aanvaardde Alberti een hoogleraarschap in de theologie aan de Universiteit Leiden met een inaugurele rede over de vereeniging van Godgeleerdheid en Oordeelkunde, waarin hij betoogde, dat de taalkunde onmisbaar is voor de theologie. Het Nieuwe Testament mocht volgens Alberti alleen maar verklaard worden met behulp van de Griekse taal, waardoor het schriftgezag werd ondermijnd. Deze methode werd slecht ontvangen in de kringen van de precieze gereformeerden, die hem hierom verder altijd hebben gewantrouwd. Op 8 februari 1749 werd Alberti rector magnificus. Hij sprak een oratie uit over het nut der poëzij voor de godgeleerden, waarover nogal wat misverstanden ontstonden in kerkelijke kringen. Het was zijn bedoeling aan te tonen, dat een theoloog bij het verklaren van Bijbelpassages vooral ook zijn dichterlijk gevoel moest laten meespreken, want alle Bijbelboeken staan nu eenmaal vol met poëzie. Velen legden zijn rede echter uit als een poging om predikanten ervan te overtuigen, dat zij meer aan poëzie moesten doen, omdat hun stijl van preken meestal erbarmelijk was. Alberti's vrije opvattingen over de theologie zorgden nogal eens voor conflicten binnen de kerkelijke gemeenten. In 1748 werd een van zijn studenten als predikant beroepen in de hervormde gemeente van Zwolle. Zijn moderne manier van preken wekte al spoedig de wrevel op van zijn ambtsgenoten. De twisten laaiden zo hoog op, dat uiteindelijk de tussenkomst van stadhouder Willem IV werd ingeroepen. Deze vroeg advies aan de theologische faculteit van de Leidse universiteit, waardoor de gemoederen nog meer verhit raakten, want het was volgens een aantal predikanten Alberti die het advies had opgesteld. Zijn colleges moesten openlijk aan de kaak worden gesteld, want de zuivere hervormde kerkleer werd volgens hen door hem te gronde gericht. Alberti hield zich afzijdig om nog meer godsdiensttwisten te voorkomen. Het levenswerk van Alberti was de uitgave van het Griekse woordenboek van Hesychius, waarin hij alle wetenschappelijke aantekeningen over deze vroege Griekse geleerde bijeen wilde brengen, maar de kritische waarde van het lijvige werk werd opgeofferd aan zijn drang naar volledigheid.